# Малави
Малави (чев. , енгл. Malawi), или званично Република Малави (чев. , енгл. Republic of Malawi) је држава у источној Африци. Граничи се са Танзанијом на северу, Мозамбиком на истоку, југу и југозападу, и Замбијом на северозападу. Нема излаз на море, али Језеро Малави заузима око једне петине територије и протеже се дуж већег дела источне границе. Малави се простире на преко 118.484 km2 (45.747 sq mi) и има процењену популацију од 18,09 милиона становника (према процени из јула 2016). Главни град је Лилонгве, који је уједно и највећи град Малавија; други по величини је Блантајер, трећи је Мзузу, а четврти по величини је његова стара престоница Зомба. Име Малави долази од Марави, старог имена Чева народа који насељава то подручје. Земља је добила надимак „топло срце Африке” због љубазности људи.
Део Африке који је сада познат као Малави био је насељаван миграцијама бантуских група око 10. века. Вековима касније 1891. ово подручје су колонизовали Британци. Године 1953, Малави тада познат као Њасаленд, протекторат Велике Британије, постао је протекторат у оквиру полунезависне Федерације Родезије и Њасаленда. Федерација је распуштена 1963. Године 1964. протекторат над Њасалендом је окончан, а Њасаленд је постао независна земља под краљицом Елизабетом II са новим именом Малави. Две године касније земља је постала република. Након стицања независности, постала је тоталитарна једнопартијска држава под председништвом Хејстингса Банде, који је остао председник до 1994. године. Сада Малави има демократску, вишестраначку владу на челу са изабраним председником, тренутно Питером Мутариком. Земља има Малавијске одбрамбене снаге које укључују копнену војску, морнарицу и ваздухопловство. Спољна политика Малавија је прозападна и укључује позитивне дипломатске односе са већином земаља и учешће у неколико међународних организација, укључујући Уједињене нације, Комонвелт нација, Јужноафричку развојну заједницу (SADC), Заједничко тржиште за источну и јужну Африку (COMESA) и Афричку унију (AU).

## Историја
На подручју Малавија су Банту народи почели да се досељавају око 10. века да би у 15. веку основали велику племенску државу која је обухватала и делове данашње Замбије, Танзаније и Зимбабвеа. Ова држава се распала већ у 16. веку када су Португалци открили језеро Малави. Поред Португалаца у овом пределу су били присутни и Арапи, а 1835. године јужне делове данашњег Малавија су освојили припадници Зулу народа. Енглески истраживач Дејвид Ливингстон је прокрчио пут британској колонијалној експанзији након чега је шкотска презбитеријанска црква послала више мисија око језера. Група трговаца из Глазгова је 1878. основала „Компанију афричких језера“ да би осигурала снабдевање мисионара. Британци су 1891. године основали Протекторат Британска Централна Африка који је 1907. преименован у протекторат Њасаланд. Иако су Британци задржали контролу током прве половине XX века, период су обележили бројни и неуспешни покушаји да Малави стекне независност. Афричка елита која се школовала у европским и америчким школама је основала 1944. Њасаланд Афрички Конгрес. Британци су 1953. године спојили Њасаланд са Северном и Јужном Родезијом и створили Централноафричку Федерацију. Хастингс Камузу Банда је постао 1958. лидер Њасаланд Афричког Конгреса који постаје Конгресна Партија Малавија. Банда је 1959. послат у затвор Гвело због својих политичких активности, али је пуштен 1960. да би учествовао на Уставној конференцији у Лондону. Конгресна партија је 15. априла 1961. освојила изборе у законодавном савету, добивши тако контролу извршног савета Њасаланда.
На другој Уставној конференцији у Лондону 1962. британска влада је дала Њасаланду право на самоопредељење. Банда је постао премијер 1. фебруара 1963. док су Британци још увек контролисали финансије, безбедност и правни систем земље. Федерација Родезије и Њасаланда је престала да постоји 31. децембра 1963. и 6. јула 1964. проглашена је независност Малавија који је приступио Комонвелту. Две године касније, Малави је усвојио нови устав са једнопартијским системом. Хејстингс Банда је постао први председник. 1970. године Банда је проглашен доживотним председником Конгресне Партије, а 1971. доживотним председником Малавија.
Притисак цркава Малавија и међународне заједнице је довео до референдума 14. јуна 1993. на коме су грађани изабрали нови вишепартијски систем. На првим слободним изборима 17. маја 1994. победио је Бекили Мулузи лидер партије Уједињени Демократски Фронт (УДФ), који је формирао владајућу коалицију са партијом Алијанса за Демократију. Коалиција је распуштена јуна 1996. али неки њени чланови су остали у влади.
На новим изборима маја 2004. победио је кандидат партије УДФ, Бингу ва Мутарика, али како није имао већину у парламенту формирао је владу националног јединства са више других партија. Бингу ва Матарика је 2005. напустио партију УДФ, због недостатка подршке од стране партије у његовој борби против корупције.

## Административна подела
Малави је подељен у три региона који су подељени у двадесет седам дистрикта:
- Централни регион: Деџа, Дова, Касунгу, Лилонгве, Мчинџи, Нкотакота, Нчеу, Нчиси и Салима
- Северни регион: Читипа, Каронга, Ликома, Мзимба, Нхата Беј, Румфи
- Јужни регион: Балака, Блантаир, Чиквава, Чирадзулу, Мачинга, Мангочи, Муланџе, Мванза, Нсанџе, Тиоло, Фаломбе, Зомба

## Географија

### Положај
Државе са којима се Малави граничи су: Замбија, Танзанија и Мозамбик. Површина државе износи 118.484 km².

### Воде
Око 20% површине Малавија чини језеро Малави, треће језеро по величини у Африци, у језеру се налазе острва Ликома и Чизумулу која припадају Малавију иако се налазе у територијалним водама Мозамбика. Река Шире почиње на јужном крају језера и улива се 400 km јужније у реку Замбези. Друга већа језера су Чилва 2500 km², Маломбе 390 km² и Чиута 200 km².

### Клима
Клима Малавија је суптропска. Кишна сезона траје од новембра до априла. Од маја до октобра кише постају ретке. Од октобра до априла клима је топла и влажна дуж обала језера, као и у долини реке Шире и у зони Лилонгвеа, влажност у остатку земље је слабија. Од јуна до августа, у области око језера и на југу земље, температура је пријатно топла, у остатку земље ноћи могу бити хладне са температурама од 5 °C до -14 °C.

### Флора и фауна
Малави има пет националних паркова: Кап Маклир, Касунгу, Ленгве, Ливонде и Ника.

## Привреда
Највећи број становника Малавија се бави пољопривредом. За исхрану становништва се највише гаје кукуруз, пиринач, кромпир, маниока, банане, док се за комерцијалне сврхе највише гаје чај, дуван, шећерна трска, памук, кикирики и кафа. Сточарство је оријентисано на узгој говеда, коза, свиња, оваца и кокоши. Риболов на језеру Малави има велики значај. Шуме покривају половину државне територије и то дрво се експлоатише, од племенитих врста то су махагонија, тиково дрво, кедар.
Индустрија, рударство и туризам су слабо развијени.
Производи које Малави највише извози су дуван, чај, шећер, памук, кафа, кикирики, банане и дрво. Најзаступљенији увозни производи су нафта, грађевински материјал, пољопривредна механизација, ђубрива итд. Најзначајнији спољнотрговински партнери су: Европска унија (највише Немачка), САД, Јапан, Јужноафричка република, Мозамбик.
У Малавију су заступљени сви видови саобраћаја. Друмска мрежа је густа и релативно квалитетна. Железничком пругом Малави је повезан са Мозамбиком, што је значајна веза са лукама Беира и Накала. Пловидба по језеру Малави има велики национални значај. Међународни аеродроми су Лилонгве и Блантајер.

## Становништво
Малави је једна од подсахарских држава са највећом густином насељености. Лилонгве, главни град Малавија од 1971. броји преко 400000 становника. Сва министарства, парламент и председник државе се налазе у Лилонгвеу. Блантајер је остао главни трговачки центар и највећи град, он је 1966. имао 109000 становника, а 1998. скоро 500000. У њему се налази Врховни суд.
Малави је са 130 становника/км² веома густо насељена афричка земља. Најгушће су насељени јужни делови земље, поготово обале језера Малави и долина реке Шире. Наталитет и морталитет су високи, а просечан животни век становништва је низак (50,03 година). Око 58% становништва припада народу Малави (или Марави), чија су највећа племена Нијанџа (на југу) и Тумбука (на северу). Остатак популације чине припадници народа Ломве (18%), Јао (13%), Нгони (7%) и остали. Службени језици су нијанџа и енглески. Око 75% становника су хришћани, а око 20% муслимани.

## Галерија
- Блантајер, највећи град Малавија.
- Лилонгве, главни град Малавија.